# Evert Buttinger
Evert Buttinger (Groningen, 23 augustus 1823 - Laag-Soeren, 24 mei 1893) was een Nederlands bestuurder. Hij was van 1876 tot 1877 burgemeester van Wedde en van 1877 tot 1893 burgemeester van Zuidhorn.

## Biografie
Evert Buttinger werd aan de Kruitgracht in Groningen geboren als zoon van een zilversmid. Bij zijn huwelijk in 1848, met de Groningse Trientje Nijhuis, stond hij geregistreerd als klerk. Vier jaar later werd hij aangesteld als rijksschatter van de gemeente Groningen.
Buttinger was in 1859 betrokken bij de oprichting van de Gemeentelijke Reinigingsdienst van Groningen (GRG), waar hij in 1866 de bronzen medaille voor “goede zorg en hulp bij het heerschen der cholera asiatica” ontving. Ook publiceerde hij in 1870 werk over reiniging, vuilnisverzameling en mestbereiding. In 1871 volgde een benoeming tot directeur der openbare reiniging van Groningen.
In 1876 werd Buttinger burgemeester van Wedde, waarna hij een jaar later alweer vertrok om burgemeester van Zuidhorn te worden. Hij stelde zich in 1880 en 1890 verkiesbaar voor de Groninger Provinciale Staten, maar werd beide keren niet verkozen. Op 69-jarige leeftijd werd hem in 1893 eervol ontslag verleend, waarna hij later die maand na een lang ziekbed overleed te Laag-Soeren.

## Publicaties
- Buttinger, E. - “Practische beschrijving van de wijze van reiniging, vuilnisverzameling en mestbereiding te Groningen” (1870) J.B. Huber, Groningen.